# Сеуруярви, Янне
Янне Антеро Сеуруярви (северносаам. и фин. Janne Antero Seurujärvi, род. 15 мая 1975, Инари) — финляндский государственный деятель, политик, бывший депутат финского парламента. Сеуруярви — первый представитель саамского населения Финляндии, ставший депутатом финского парламента.
По образования — бакалавр делового администрирования.

## Политическая деятельность
Член Партии центра. Был избран в финский парламент во время Парламентских выборов 2007 года. Занимался в парламенте вопросами сохранения саамских языков и саамской культуры; в частности, в 2009 году им был подан письменный запрос № 20/2009 в адрес Правительства Финляндии, в котором была поднята проблема школьного преподавания саамских языков в Финляндии.
В 2008 году Сеуруярви был избран в муниципальный совет общины Инари, затем, однако, результаты выборов были отменены: административный суд в Рованиеми, а позже и Высший административный суд приняли решение о невозможности Сеуруярви быть избранным по причине того, что он занимал должность президента компании InLike-yhtiön, осуществлявшей управление муниципальным имуществом.
На парламентских выборах 2011 года Сеуруярви сохранить депутатский мандат не удалось.